# (200029) 2007 PH37
(200029) 2007 PH37 es un asteroide que forma parte de los asteroides troyanos de Júpiter, descubierto el 13 de agosto de 2007 por el equipo del Lincoln Near-Earth Asteroid Research desde el Laboratorio Lincoln, Socorro, Nuevo México.

## Designación y nombre
Designado provisionalmente como 2007 PH37.

## Características orbitales
2007 PH37 está situado a una distancia media del Sol de 5,225 ua, pudiendo alejarse hasta 5,605 ua y acercarse hasta 4,844 ua. Su excentricidad es 0,072 y la inclinación orbital 19,99 grados. Emplea 4362,81 días en completar una órbita alrededor del Sol.

## Características físicas
La magnitud absoluta de 2007 PH37 es 11,9. Tiene 20,820 km de diámetro y su albedo se estima en 0,085.